# Lucio Cosonio Galo
Lucio Cosonio Galo (en latín: Lucius Cossonius Gallus, aunque su nombre completo fue Lucius Cossonius Gallus Vecilius Crispinus Mansuanius Marcellinus Numisius Sabinus) fue un senador romano de finales del siglo I y comienzos del siglo II, que desarrolló su carrera política bajo los imperios de Domiciano, Nerva, Trajano y Adriano.

## Carrera
Natural de Italia, conocemos su cursus honorum a través de dos inscripciones honorarias a él dedicadas en las provincias que gobernó, una en Antioquía de Pisidia en Galacia y otra en Cesarea Marítima en Judea y que se desarrollan de la siguiente forma:

A
[L(ucio?) Cosso]nio(?) L(uci) f(ilio) Stel(latina)

Gallo Vecilio

Crispino Mansuanio

Marcellino Numisio 4

[S]abino leg(ato) Aug(usti) pro pr(aetore)

provinciar(um) Galatiae Pisid(iae) 

[P]aphlagoniae sodali Fla

viali proco(n)s(uli) prov(inciae) Sard(iniae) 8

leg(ato) legionum I Italicae et 

[I]I Traianae Fortis praef(ecto) frum(enti)

dandi curatori viar(um) Clodiae

Cassiae Anniae Ciminae Tra 12

ianae Novae praetori trib(uno) pl(ebis)

quaestori provinc(iae) Ponti et

[B]ithyniae leg(ato) Asiae IIIvir(o) capital(is)

trib(uno) mili 16

t(um) leg(ionis) XXI Rapacis
B
[L(ucio) Cosso]nio L(uci) f(ilio) S[tel(latina) Gallo]

[Vecil]io Cris[p]ino Ma[nsuanio]

[Marc]ellino Numi[sio Sabino

[co(n)s(uli) VI]Ivir(o) epul(onum) [legato Imperatoris Hadri] 4

[ani Aug(usti) p]r(o) pr(aetore) [p]rovin[ciae Iudaeae leg(ato) pr(o)]

[pr(aetore) prov(inciae) Gal]atiae pro[co(n)s(uli) prov(inciae) Sard(iniae)]

[leg(ato) leg(ionis) I Itali(cae)] et leg(ionis) I[I Traian(ae) Fort(is) -------

Su primer puesto fue el de Tribuno laticlavio en el legio XXI Rapax bajo Domiciano hacia 90-92, año de destrucción de esta unidad, en su base de Brigetio (Komárom) en Panonia. Terminado este mando, fue nombrado triunviro capital en Roma, dentro del vigintivirato, hacia 93. Sin haber desempeñado magistratura alguna, fue enviado como legado del procónsul de la provincia de Asia.
Su primera magistratura regular fue la de cuestor, asignado al procónsul de la provincia de Bitinia y Ponto. De vuelta a Roma, fue, sucesivamente, tribuno de la plebe y pretor, ya bajo Nerva y Trajano. A partir de 108, fue nombrado curador encargado del mantenimiento de varias calzadas en Italia, las vías Trajana Nova, Cimina, Annia, Casia y Clodia; después, Trajano lo nombró  praefectus frumenti dandi en la Urbe, encargado de supervisar el reparto de cereal gratuito a la plebe de la ciudad.
Inmediatamente fue nombrado legado de la Legio I Italica, en su campamento de Novae (Svishtov, Bulgaria) en Moesia Inferior, hacia 110, y después fue desplazado como el mismo rango a la Legio II Traiana Fortis en 111, estacionada en ese momento en alguna parte de la recientemente conquistada Dacia. Ese mismo año, fue trasladado como procónsul a la provincia de Sardinia, transferida al Senado como compensación de la transformación de la provincia senatorial de Bitinia y Ponto en imperial. También en ese momento, fue nombrado sodal flavial, colegio sacerdotal dedicado dentro del culto imperial a honrar la memoria de los emperadores de la dinastía flavia.
Entre 113 y 115, fue enviado como gobernador a la provincia de Galacia, inmersa en los preparativos de la expeditio parthica de Trajano. Como premió a su actuación, fue nombrado cónsul sufecto para el nundinum de julio a septiembre de 116 y también fue admitido en el importante colegio sacerdotal de Roma de los septemviri epulones, encargados de supervisar materialmente todo lo referido a la religión pública del estado romano. Fallecido Trajano, Adriano, su sucesor, lo envió en 118 como legado a Judea para sustituir a Lusio Quieto, caído en desgracia y ejecutado, cargo que desempeñó hasta aproximadamente 120.

## Matrimonio
Estuvo casado con Clodia Latrina, como indica una inscripción a ella dedicada en la ciudad de Iconium mientras su marido era gobernador de Galacia.